# Mr. Kougar
Mr. Kougar è un videogioco platform a schermata fissa per arcade edito nel 1983 dalla ATW (ex Artic Electronics). Il titolo venne ripubblicato nel 1984 con i design di personaggio giocante e livello alternativi.

## Modalità di gioco
Mr. Kougar consta di dodici livelli ripetuti ciclicamente, strutturati in delle piattaforme di diverse lunghezze che scorrono nei loro sensi opposti. Il giocatore controlla l'omonimo protagonista, una specie di angelo, il cui suo scopo è raccogliere tutti i puntini distribuiti su di esse. Egli può muoversi a destra e a sinistra, nonché saltare. Per il livello sono presenti come nemici i Banalet, degli occhi su una amaca, i quali Mr. Kougar deve evitarli per non perdere una vita (la partita finisce nel caso si esauriscono). I Banalet all'inizio sono neutrali di colore giallo, ma presto cominciano ad inseguire Mr. Kougar diventando prima arancioni e poi rossi; un Banalet bianco ripianta i puntini che il giocatore ha raccolto finora.
Acquisendo alle volte un power-up chiamato "Ark", Mr. Kougar diventa temporaneamente invincibile e potrà toccare i Banalet in modo da guadagnare punti aggiuntivi. Lo stesso power-up può anche fuoriuscire una fata che si porterà via un Banalet che si faccia strada verso la cima dello schermo, oppure liberare un Banalet, aggiungendo un altro nemico che il protagonista dovrà fare attenzione.
Per ogni due livelli completati, il giocatore accede ad un livello bonus in cui Mr. Kougar deve riuscire a prendere sette ciliegie (rose nella seconda versione del gioco) in nove salti prima che scada il tempo. Alla fine del dodicesimo livello, un nuovo livello bonus lo vede sposare la fata saltandole addosso, il che si traduce in una vita extra; un'altra può essere assegnata se il giocatore raggiunge i 20000 punti.